# Komat pitagorejski
Komat pitagorejski – komat (odległość) pomiędzy dźwiękiem danym a dźwiękiem wyliczonym przez złożenie 12 kwint czystych i 7 oktaw w dół.
Przykładowo: w systemie nietemperowanym łańcuch 12 kwint począwszy od dźwięku c nie prowadzi do tożsamego his (w górę) lub deses (w dół). Zjawisko to zostało zauważone przez starożytnych Greków, a konkretnie przez pitagorejczyków, którzy zajmowali się m.in. efektami związanymi z podziałem strun. Z powodu licznych problemów intonacyjnych związanych z komatem pitagorejskim zaczęto stopniowo wprowadzać temperacje interwałów. Od XVIII w. stosuje się system równomiernie temperowany, w którym interwał kwinty nie do końca odpowiada kwincie uzyskanej z naturalnego podziału struny na 3 części. Eliminuje się natomiast w łańcuchu 12 kwint efekt komatu pitagorejskiego.
Komat pitagorejski wynosi {\displaystyle ({\tfrac {3}{2}})^{12}\cdot ({\tfrac {1}{2}})^{7}={\tfrac {531441}{524288}}}
co w centach daje {\displaystyle \log _{\sqrt[{1200}]{2}}{\frac {531441}{524288}}={\frac {\ln {\frac {531441}{524288}}}{\ln {\sqrt[{1200}]{2}}}}\approx 23,46}
Jest to zarazem różnica pomiędzy półtonem diatonicznym (limma = {\displaystyle {\tfrac {256}{243}}}) a chromatycznym (apotome = {\displaystyle {\tfrac {2187}{2048}}}) w pitagorejskim systemie strojenia.